# ディオン・クリュソストモス

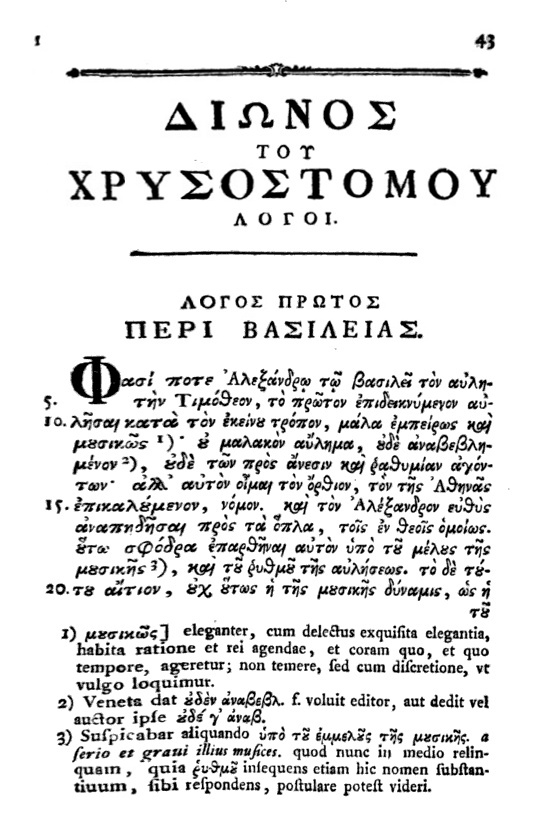
1784年のヨハン・ヤコブ・ライスケによる『弁論集』刊本

ディオン・クリュソストモス (古希: Δίων Χρυσόστομος, 羅: Dio Chrysostomus, 英: Dio Chrysostom, 45年頃 - 115年頃) は、ローマ帝国期のギリシア語著述家・哲学者・弁論家・第二次ソフィスト。「クリュソストモス」は「黄金の口（弁舌力）を持つ男」を意味するあだ名。プルサのディオン（英: Dion of Prusa）、ディオ・コッケイアヌス（羅: Dio Cocceianus）とも呼ばれる。
犬儒派のディオゲネスが登場する君主鑑的作品『王政論』、トロイア戦争の異説『トロイア陥落せず』など、80篇からなる『弁論集』が伝わる。

## 生涯
ビテュニア属州のプルサ（現トルコのブルサ）にて、皇帝ともゆかりのある富豪の家系に生まれた。同じくビテュニア出身のカッシウス・ディオの親戚とも推測される。
青年期、新ピタゴラス学派のテュアナのアポロニオスに師事したとピロストラトスは伝えるが、ディオンの作品にその影響は見られない。また青年期に、皇帝即位前のウェスパシアヌスがエジプトを訪れた際、アポロニオスならびにストア派のエウプラテスとともに面会し助言した。
青年期の後、ローマに遊学した。この頃、ストア派のムソニウスと知り合いになった、あるいは師事した。ディオンの作品にもムソニウスの影響が見られる。
81年にドミティアヌスが即位してまもなく、暴政により追放されたためか自発的な雌伏のためか、乞食のような身なりで帝国各地を放浪した。その間、プルサの実家が荒廃する一方、黒海北岸やダキアなど辺境まで旅した。放浪中はプラトン『パイドン』とデモステネス『偽りの使節について』を心の支えにした。ディオン本人によれば、放浪中にデルポイの神託を受け、地の果てまで行くよう命じられた。そして行く先々で「哲学者」と呼ばれるうち（当時の哲学者の典型は乞食のような身なりだった）、自分でも哲学に目覚めたのだという。
96年にドミティアヌスが没すると放浪を終え、ネルウァ、トラヤヌスの寵愛を受けた。以降、プルサで政治に関与した。110年のプリニウスとトラヤヌスの往復書簡（小プリニウス『書簡集』所収）によれば、プルサの公共施設の建設工程をめぐって政敵に難癖をつけられ訴訟された。これ以降の足跡は伝わらない。
ディオンの同年輩にプルタルコスがいる。プルタルコスの著作目録である『ランプリアス・カタログ』に、ディオンとの論争を内容とする作品があることから、二人は少なくとも知り合いだったと推測される。
ディオンの教え子にファウォリヌスやポレモンがいる。

## 作品・受容
現存する80篇の作品は、『弁論集』（ロウブ版英題: Discourses）に収録されて伝わっている。そのほか、シュネシオス『禿頭の讃美』所収の『髪の讃美』断片などがある。散逸した作品に、『鸚鵡の讃美』『ムソニウスへの反論』『アレクサンドロスの徳について』『ゲタイ族について』などがある。
『弁論集』第1-4篇を占める『王政論』は、主にトラヤヌスに向けて書かれたと推測され、後世のユリアノスやテミスティオスにも影響を与えた君主鑑的作品である。第11篇『トロイア陥落せず』は、古代に複数書かれたトロイア戦争異説ものの一つで、ホメロスの嘘を暴いてトロイアの名誉を回復するという作品である（当時ホメロスは史実とされており、ローマ人はトロイア人の末裔とされていた）。第53篇『ホメロスについて』では、ホメロスがインドでも翻訳され歌われていると述べるが、これは『マハーバーラタ』『ラーマーヤナ』を誤認したものと推測される。
ディオンの作品は由緒正しいアッティカ方言で書かれていることもあり、中世ビザンツ帝国に至るまで盛んに受容された。シュネシオスは伝記『ディオン論』を著している。フォティオスも伝記を著しており、フォティオスの弟子のアレタスは注釈書を著している。テッサロニキのエウスタティオスもディオンに度々言及している。ヨーロッパでは、15世紀から『王政論』と『トロイア陥落せず』を中心にラテン語・ギリシア語での出版が行われている。

## 哲学
ディオンは哲学を扱ったが、明確に属する学派は無い。ディオゲネスを複数作品で主役にしているが、犬儒派を信奉していたわけではなく、乞食のように放浪したが、奇矯な行為まではしなかった。ストア派の要素も持つが、属するというほどではなかった。プラトン対話篇を愛読したが、プラトン哲学に強く関心を抱いたわけではなかった。ただエピクロス派だけには冷淡だった。
ピロストラトスは『ソフィスト列伝』で、ディオンを「ソフィストと称された哲学者」に分類しつつ、ソフィストと哲学者両方の面を持っており、何と呼ぶべきか分からないと述べた。作品においても哲学と弁論術が融合しており、『弁論集』第22篇では「自分は弁論家ではなく哲学者である」ということを弁論家的に演説している。

## 日本語訳
- 内田次信訳 『王政論 弁論集1』 京都大学学術出版会〈西洋古典叢書〉、2015年。ISBN 9784876989126。国立国会図書館書誌ID:026632129（『弁論集』第1-6篇）、全6巻予定
- 内田次信訳 『トロイア陥落せず 弁論集2』 京都大学学術出版会〈西洋古典叢書〉、2012年。ISBN 9784876981946。国立国会図書館書誌ID:023402111（7-12篇）
- 内田次信訳 『世の評判について 弁論集6』 京都大学学術出版会〈西洋古典叢書〉、2025年。ISBN 9784814006014。国立国会図書館書誌ID:034184295（58-80篇+『髪の讃美』など）